# 大阪市立中学校総合文化祭
大阪市立中学校総合文化祭（おおさかしりつちゅうがっこうそうごうぶんかさい）とは、1992年から大阪市立中学校から集まった中学生による、音楽、演劇、美術、書道、茶道等の発表を行う総合的な文化の祭典である。略称は「総文祭」など。
比較的規模の大きい行事であるが、関連施設や大阪市教育委員会のサイトには情報が掲載されていない。

## 概要
大阪市立中学校生徒による、吹奏楽や合唱、演劇をはじめとした舞台発表と、書道や美術などの作品の展示発表が、8月から11月にかけ、大阪市内にあるクレオ大阪などの施設において行われる。
また10月末～11月ごろには総合発表会も実施される。

## テーマソング
「総合文化祭にぜひテーマソングを」という要望から、「光」というテーマソングが作られ、総合文化祭の音楽会や総合発表会で合唱されている。